# 三登煤礦線
三登煤礦線（朝鲜语：／ Samdŭng T'angwang sŏn */?）是朝鮮民主主義人民共和國平壤江東郡的一條鐵道線路，站點為三登站到岱里站。

## 路线概况
- 距离：4.8
- 车站数：2
- 轨距：1435mm
- 电气化区间：直流3kV
- 复线区间：无